# Centrifugalpump

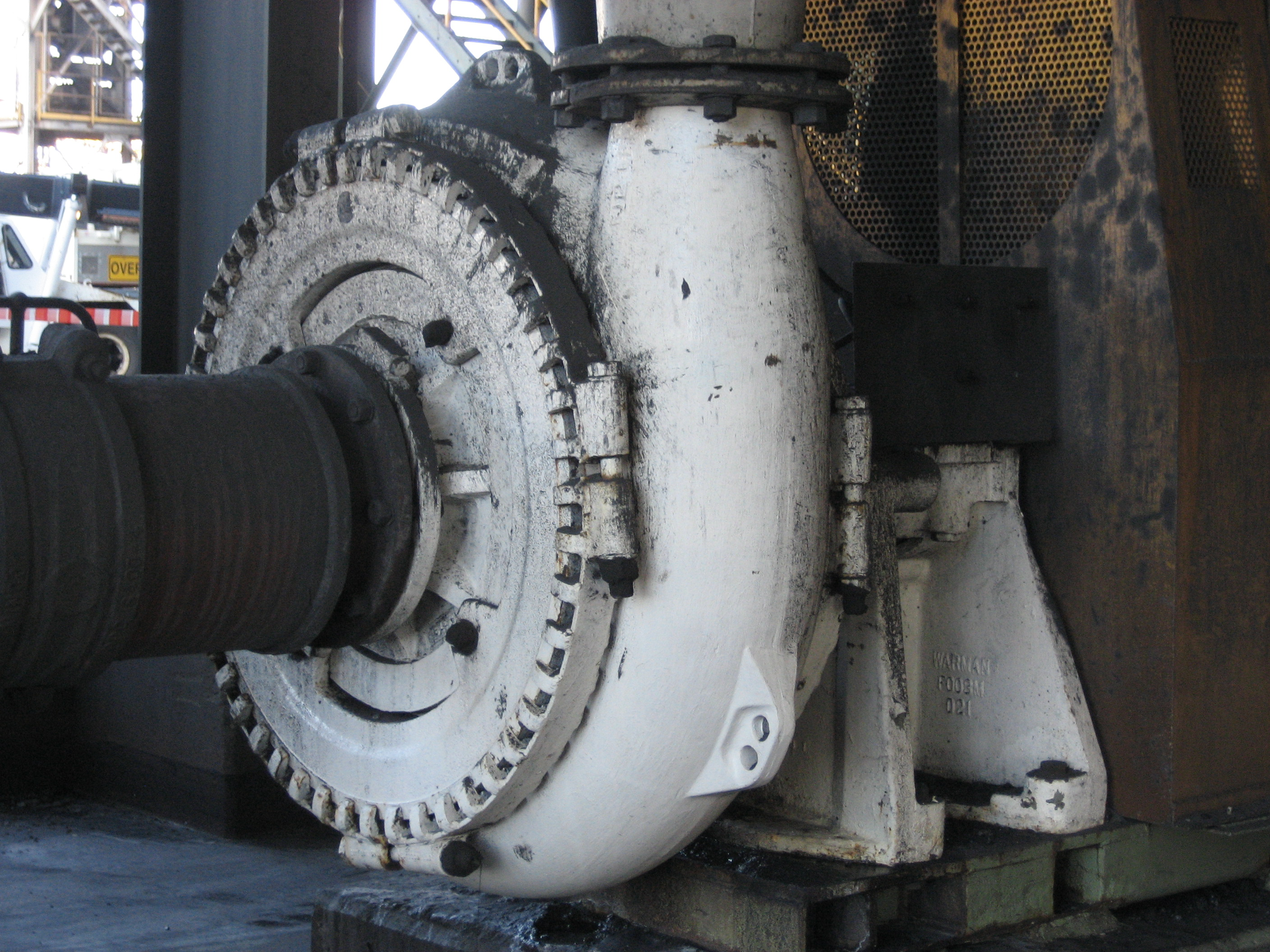
Warman centrifugalpump i en kolberednings industritillämpning.

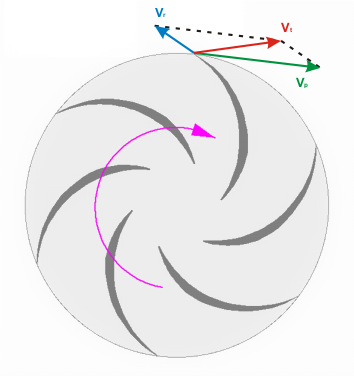
En centrifugalpump använder en snurrande "impeller," som oftast har baksvepta blad som direkt trycker vätskan utåt.

Centrifugalpump är en radialpump av rotodynamiskt slag, som genom att utnyttja centrifugalkraften på en vätska eller gas bygger upp en tryckdifferens mellan inlopp och utlopp som sätter vätskan eller gasen i rörelse. Centrifugalpumpar påminner om ett ballerinakex där vätskan kommer in i pumphjulet längs med eller nära den roterande axeln och accelereras av pumphjulet och strömmar radiellt utåt in i en diffusor eller spiralkammare (hölje), varifrån den kommer ut. 

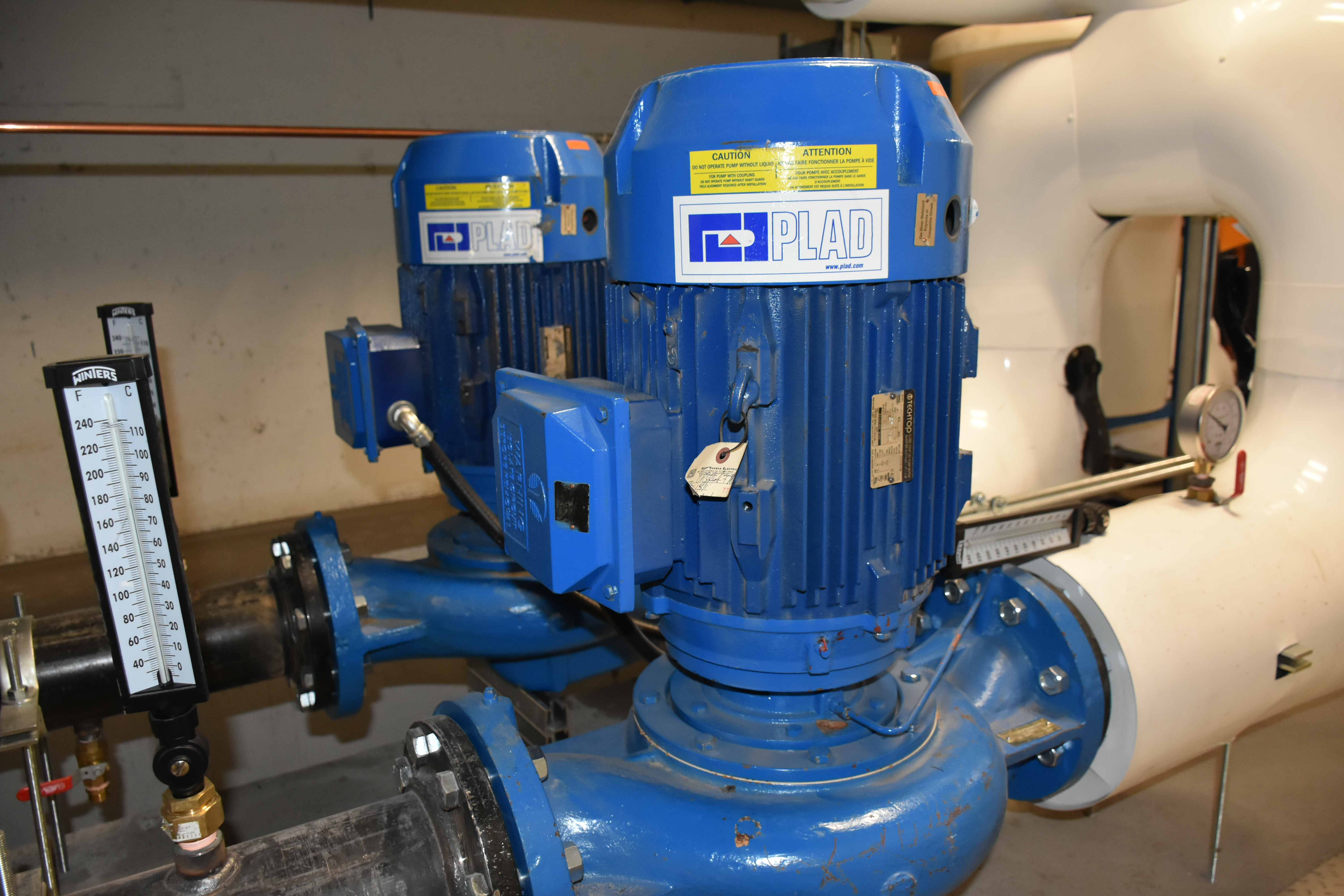
Två pumpar i centrifugalutförande hos ett vattenbaserat värmesystem

## Användningsområden
Centrifugalpumpar används primärt för att transportera lågviskösa vätskor och den mest förekommande tillämpningen för centrifugalpumpar gäller transport av vatten i form av dricksvatten, dagvatten, avloppsvatten och process- och kylvatten inom industrin.
Centrifugalpumpar väljs ofta för deras höga flödeskapacitet, möjlighet att pumpa vätskor med abrasivt innehåll, blandningspotential, såväl som deras relativt enkla konstruktion. En centrifugalfläkt används vanligtvis för att implementera en luftbehandlingsenhet eller dammsugare. Centrifugalpumpens omvända funktion kan beskrivas som en vattenturbin som omvandlar potentiell energi från vattentrycket till mekanisk rotationsenergi.

## Historia
Enligt Reti var den första maskinen som kunde karakteriseras som en centrifugalpump en slamlyftningsmaskin som dök upp så tidigt som 1475 i en avhandling av den italienske renässansingenjören Francesco di Giorgio Martini. Sanna centrifugalpumpar utvecklades inte förrän i slutet av 1600-talet, när Denis Papin byggde en variant med raka skovlar. Den böjda vingen introducerades av den brittiske uppfinnaren John Appold 1851.

## Funktion
Som de flesta pumpar omvandlar en centrifugalpump rotationsenergi, ofta från en motor, till energi i en rörlig vätska. En del av energin går till vätskans kinetiska energi. Vätska kommer in axiellt genom pumpkåpans mitt, fångas upp i pumphjulsbladen och virvlas tangentiellt och radiellt utåt tills den går ut genom alla periferiska delar av pumphjulet in i kåpans diffusordel. Vätskan får både hastighet och tryck medan den passerar genom pumphjulet. Den munkformade diffusorn, eller scroll-delen av höljet bromsar flödet och ökar trycket ytterligare.

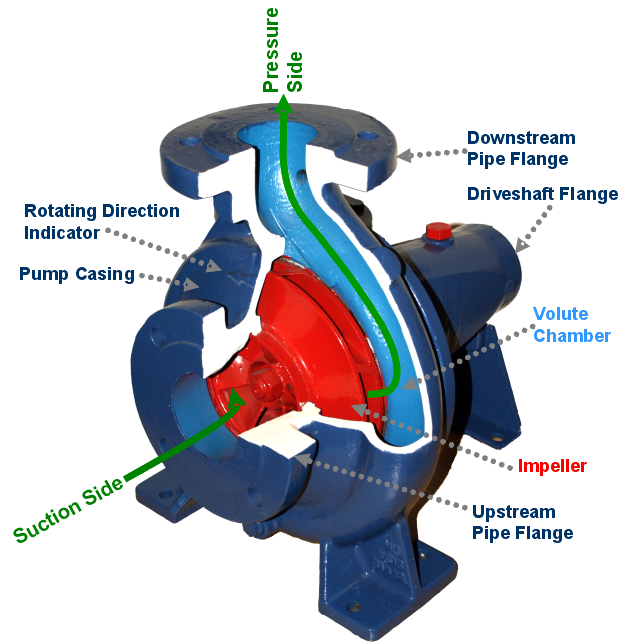
Centrifugalpump i genomskärning

## Beskrivning av Euler
En konsekvens av Newtons andra lag är bevarandet av vinkelmomentet som är av grundläggande betydelse för alla turbomaskiner. Följaktligen är förändringen av vinkelmomentet lika med summan av de yttre momenten. Vinkelmoment ρ×Q×r×cu vid inlopp och utlopp, ett externt vridmoment M och friktionsmoment på grund av skjuvspänningar Mτ verkar på ett pumphjul eller en diffusor.
Eftersom inga tryckkrafter skapas på cylindriska ytor i omkretsriktningen är det möjligt att skriva Ekv. (1.10) som:
{\displaystyle \rho Q(c_{2}u.r_{2}-c_{1}u.r_{1})=M+M_{\tau }} (1.13)

### Eulers pumpekvation
Baserat på ekv.(1.13) utvecklade Euler den ekvation för tryckhöjd som skapas av pumphjulet, se Fig.2.2
{\displaystyle Yth.g=H_{t}=c_{2}u.u_{2}-c_{1}u.u_{1}} (1)
{\displaystyle Yth=1/2(u_{2}^{2}-u_{1}^{2}+w_{1}^{2}-w_{2}^{2}+c_{2}^{2}-c_{1}^{2})} (2)
I ekv. (2) summan av 4 frontelementnummer syftar på statiskt tryck, summan av 2 senaste elementnumren syftar på dynamiskt tryck, titta noga på Fig 2.2 och detaljekvationen.
Ht teoretiskt uppfordringshöjd ;   g = mellan 9.78 och 9.82 m/s2 beroende på latitud, konventionellt standardvärde på exakt 9,80665 m/s2 barycentrisk gravitationsacceleration
u2=r2.ω den perifera omkretshastighetsvektorn
u 1 =r 1 .ω inloppets omkretshastighetsvektor
ω=2π.n vinkelhastighet
w1 inloppets relativa hastighetsvektor
w2 utloppets relativa hastighetsvektor
c1 inloppets absoluta hastighetsvektor
c2 utloppets absoluta hastighetsvektor

## Hastighetstriangel
Färgtriangeln som bildas av hastighetsvektorn u,c,w kallas "hastighetstriangeln". Denna regel var till hjälp för att detaljera ekv.(1) bli ekv.(2) och att förklara hur pumpen fungerar.
Fig. 2.3 (a) visar triangelhastigheten för framåtböjda skovelhjul; Fig. 2.3 (b) visar triangelhastigheten för pumphjulet med radiellt raka skovlar. Det illustrerar ganska tydligt den energi som adderas till flödet (visat i vektor c) omvänt förändring vid flödeshastighet Q (visas som vektor cm).

## Verkningsgrad
{\displaystyle \eta ={\frac {\rho .gQH}{P_{m}}}},
där:
{\displaystyle P_{m}} är den mekaniska effekten som måste tillföras (W)
{\displaystyle \rho } är vätskedensiteten (kg/m3)
{\displaystyle g} är standardvärdet för tyngdacceleration (9.80665 m/s2)
{\displaystyle H} är pumpens nyttiga uppfodringshöjd (m)
{\displaystyle Q} är volymflödet (m3/s)
{\displaystyle \eta } pumpverkets verkningsgrad i decimalform
Uppfodringshöjden pumpen tillfört till flödet ({\displaystyle H}) är summan av det statiska lyftet (tryckhöjd och geodetisk höjd), ändring av hastighetshöjd, tryckhöjdsförlusten på grund av friktion och eventuella förluster på grund av ventiler eller rörböjar, allt uttryckt i meter vätskepelare. Effekt uttrycks oftare som kilowatt (103 W, kW) eller hästkrafter. Värdet för pumpens effektivitet, {\displaystyle \eta _{pump}}, kan anges för själva pumpen eller som en kombinerad verkningsgrad för pumpen och motorsystemet.

## Vertikala centrifugalpumpar
Vertikala centrifugalpumpar kallas även fribärande pumpar. De använder en unik konfiguration för axel och lagerstöd som gör att voluten kan hänga i sumpen medan lagren är utanför sumpen. Denna typ av pump använder ingen packbox för att täta axeln utan använder istället en "trottelbussning". En vanlig applikation för denna typ av pump är i en reservdelstvättar.

## Skumpumpar
I mineralindustrin, eller vid utvinning av oljesand, tillverkas skum för att separera de rika mineralerna eller bitumen från sanden och lerorna. Skummet innehåller luft som tenderar att blockera konventionella pumpar och orsaka förlust av pumpens förfyllning. Genom historien har industrin utvecklat olika sätt att hantera detta problem. Inom massa och pappersindustrin borras hål i pumphjulet. Luft strömmar ut till impellerns baksida och en speciell expeller släpper tillbaka luften till sugtanken. Impellern kan också ha speciella små skovlar mellan de primära skovlarna kallade sekundära skovlar. Vissa pumpar kan ha ett stort "öga", inducerare eller recirkulation av trycksatt skum från pumpens utlopp tillbaka till suget för att krossa bubblorna.

## Flerstegs centrifugalpump
En centrifugalpump som innehåller två eller flera pumphjul kallas för en flerstegs centrifugalpump. Impellerhjulen kan monteras på samma axel eller på olika axlar. Vid varje steg riktas vätskan till centrum innan den tar sig till utloppet vid den yttre diametern.
För högre tryck vid utloppet kan pumphjul seriekopplas. För högre flödeseffekt kan pumphjul parallellkopplas.
En vanlig tillämpning av flerstegs centrifugalpumpen är matarvattenpumpar till ångpannor. Till exempel skulle en 350 MW enhet kräva två matningspumpar parallellt. Varje matarpump är en flerstegs centrifugalpump som producerar 150 L/s vid 21 MPa.

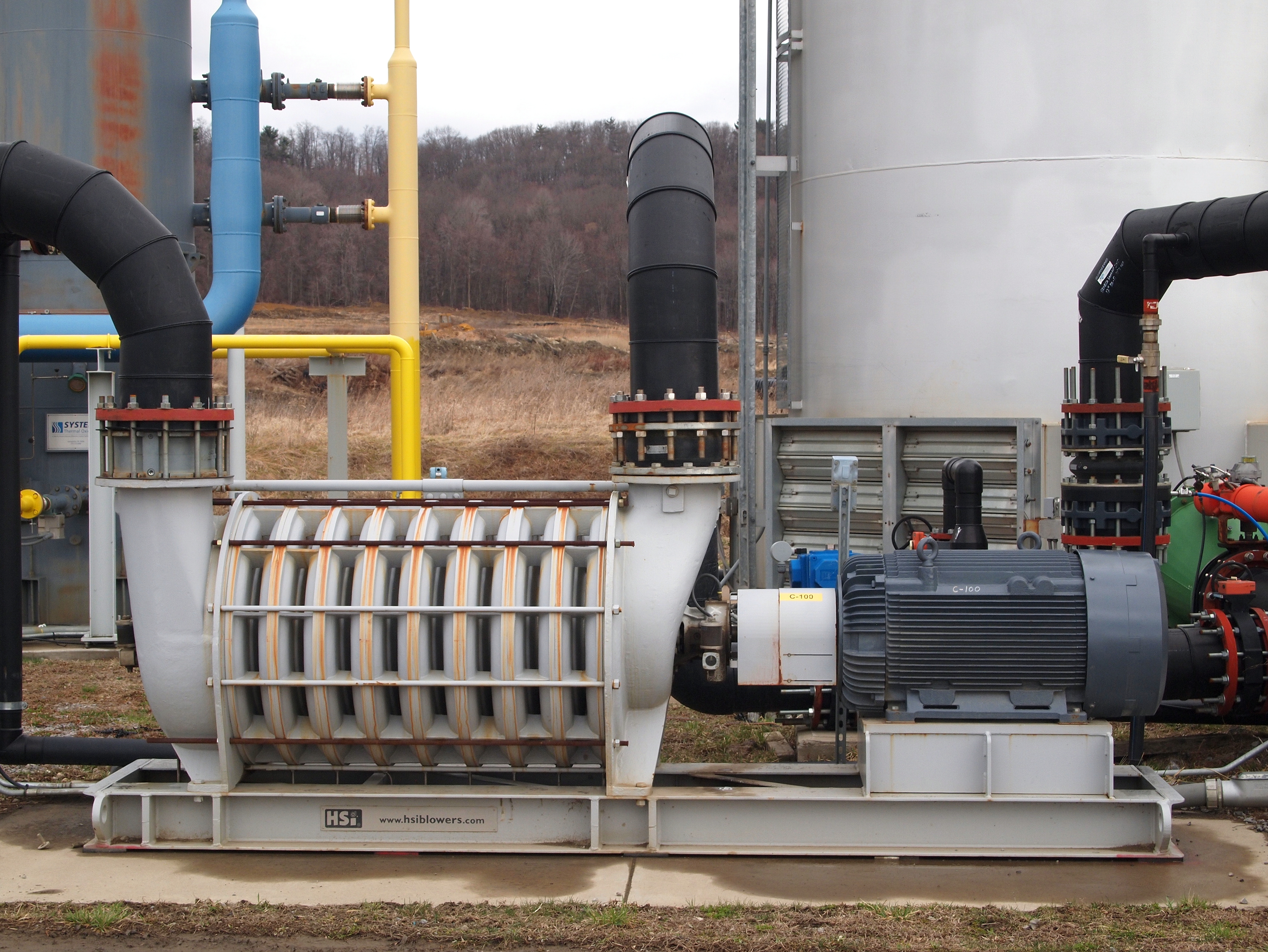
centrifugalpump i flerstegsutförande

All energi som överförs till vätskan härrör från den mekaniska energin som driver pumphjulet. Detta kan mätas vid isentropisk kompression, vilket resulterar i en lätt temperaturökning (utöver tryckökningen).

## Energianvändning
Energianvändningen i en pumpanläggning bestäms av det begärda flödet, den lyfthöjd och rörledningens längd och friktionsegenskaper. Den effekt som krävs för att driva en pump ({\displaystyle P_{i}}), definieras helt enkelt med SI-enheter av:

enstegs centrifugalpump

{\displaystyle P_{i}={\cfrac {\rho \ g\ H\ Q}{\eta }}}
där:
{\displaystyle P_{i}} är den effekt som måste tillföras pumpen (W)
{\displaystyle \rho } är vätskedensiteten (kg/m3)
{\displaystyle g} är standardaccelerationen för gravitation (9,80665 m/s2)
{\displaystyle H} är uppfodringshöjden som läggs till flödet (m)
{\displaystyle Q} är volymflödet (m3/s)
{\displaystyle \eta } är pumpanläggningens verkningsgrad i decimalform
Uppfodringshöjden pumpen tillfört till flödet ({\displaystyle H}) är summan av det statiska lyftet (tryckhöjd och geodetisk höjd), ändring av hastighetshöjd, tryckhöjdsförlusten på grund av friktion och eventuella förluster på grund av ventiler eller rörböjar, allt uttryckt i meter vätskepelare. Effekt uttrycks oftare som kilowatt (103 eller hästkrafter (hk = kW/0.746). Värdet för pumpens effektivitet, {\displaystyle \eta _{pump}}, kan anges för själva pumpen eller som en kombinerad verkningsgrad för pumpen och motorsystemet.
Energianvändningen bestäms genom att multiplicera effektbehovet med hur den tid pumpen kommer vara i drift.

## Problem hos centrifugalpumpar
Här följer några av de problem som karakteriseras av centrifugalpumpar:
• Kavitation – systemets positiva nettosughöjd är för lågt för den valda pumpen  
• Förslitning av pumphjulet – förvärras av abrasiva partiklar eller kavitation 
• Korrosion inuti pumpen orsakad av egenskaperna i det mediet som pumpas
• Överhettning på grund av för lågt flöde 
• Läckage längs den roterande axeln. 
• Brist på för fyllning (primer) centrifugalpumpar måste fyllas med vätskan som ska pumpas för att fungera 
• Svalla 
• Högviskösa vätskor kan minska effektiviteten 
• Andra pumptyper kan vara mer lämpade för högtrycksapplikationer 
• Stora fasta partiklar eller skräp kan täppa till pumpen 

## Centrifugalpumpar för pumpning av solider
Ett oljefälts styrsystem för fasta partiklar kräver många att många centrifugalpumpar sitter nedsänkta i eller på slamtankar. De typer av centrifugalpumpar som lämpar sig bäst är sandpumpar, dränkbara slurrypumpar, skjuvpumpar eller laddningspumpar. Deras utförande skiljer sig åt, men deras arbetsprincip är densamma.

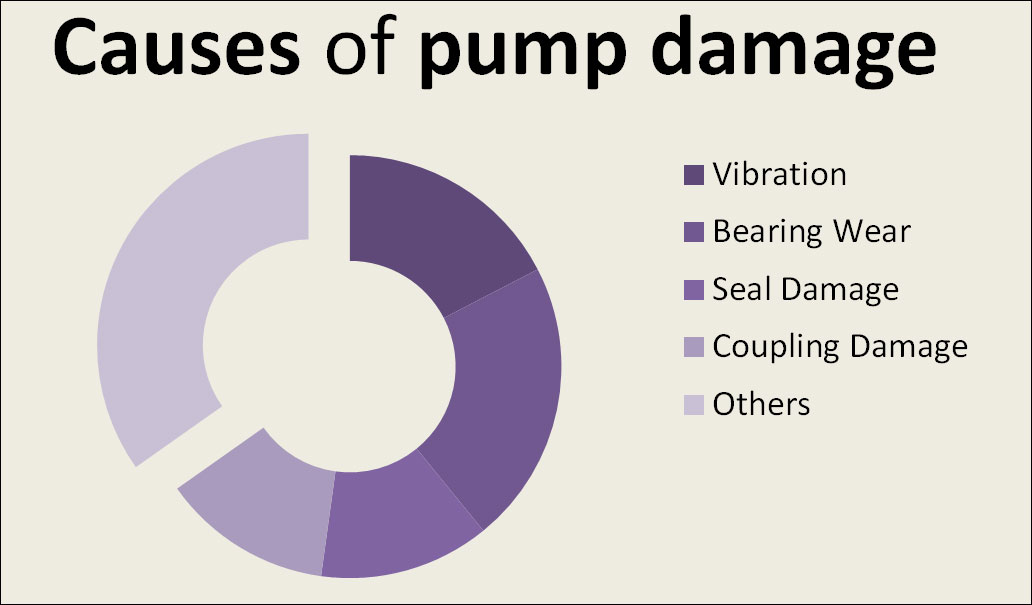
diagram över de vanligaste orsakerna till pumpskada

## Magnetiskt kopplade pumpar
Magnetiskt kopplade pumpar, eller magnetiska drivpumpar, devierar från den traditionella pumpstilen, eftersom motorn är kopplad till pumpen med magnetiska medel snarare än med en direkt mekanisk axel. Pumpen arbetar via en drivmagnet som driver pumprotorn, som är magnetiskt kopplad till den primära axeln som drivs av motorn. De används ofta där läckage av den pumpade vätskan utgör en stor risk (t.ex. frätande eller korrosiva vätskor i kemisk industri eller i kärnkraftsindustrin. Även där elektriska stötar är en riskfator, exempelvis i trädgårdsfontäner. Eftersom ingen direkt koppling mellan motoraxeln och pumphjulet finns behövs heller ingen packboxar. Det finns ingen risk för läckage om inte höljet i sig är trasigt. Eftersom pumpaxeln inte stöds av lager utanför pumphuset, stöds denna inuti pumpen av bussningar. Pumpstorleken hos en magnetisk driven pump variera allt ifrån några få watts effekt till gigantiska 1 MW.

## Fyllning (priming) av pumpen
Processen att fylla pumpen med vätska kallas priming. Alla centrifugalpumpar kräver vätska i pumphuset före start. Om pumphuset fylls med ångor eller gaser, blir pumphjulet "gasbundet" och kommer inte kunna pumpa vätska. För att säkerställa att en centrifugalpump förblir fylld och inte blir gasbunden, är de flesta centrifugalpumpar placerade under den nivå för den källa som pumpen ska suga från. Samma effekt kan uppnås genom att tillföra vätska till pumpsuget under tryck som tillförs av en annan pump placerad i sugledningen.

## Självfyllande centrifugalpumpar
Under normala förhållanden kan vanliga centrifugalpumpar inte evakuera luften från en inloppsledning som leder till en vätskenivå vars geodetiska höjd är lägre än pumpens. Självsugande pumpar måste kunna evakuera luft från pumpens sugledning utan några externa hjälpanordningar.
Centrifugalpumpar med ett internt sugsteg såsom vattenstrålepumpar eller sidokanalpumpar klassificeras också som självsugande pumpar. Självsugande centrifugalpumpar uppfanns 1935. Ett av de första företagen som marknadsförde en självsugande centrifugalpump var American Marsh 1938.
Centrifugalpumpar som inte är konstruerade med ett internt eller externt självsugande steg kan bara börja pumpa vätskan efter att pumpen initialt har fyllts med vätskan. Dessa är kraftigare byggda men långsammare, dess pumphjul är utformade för att flytta vätska, som är mycket tätare än luft, vilket gör att de inte kan fungera för att pumpa gaser. Dessutom måste en svängbackventil eller avluftningsventil monteras vid sugsidan för att förhindra sifonverkan och säkerställa att vätskan stannar kvar i pumphuset när pumpen har stoppats. I självsugande centrifugalpumpar med en separationskammare pumpas den pumpade vätskan och de medbringade luftbubblorna in i separationskammaren genom pumphjulets verkan.
Luften kommer ut genom pumpens utloppsmunstycke medan vätskan rinner ner och återigen dras med av pumphjulet. Sugledningen evakueras därmed kontinuerligt. Den konstruktion som krävs för en sådan självsugande funktion har dock en negativ effekt på pumpens effektivitet. En separeringskammares dimensioner är dessutom relativt stora. Av dessa skäl används denna lösning endast för små pumpar, t.ex. i trädgårdspumpar. Mer frekvent använda typer av självsugande pumpar är sidokanals och vattenringspumpar.
En annan typ av självsugande pump är en centrifugalpump med tvåhuskammare och ett öppet pumphjul. Denna design används inte bara för sin självsugande förmåga utan också för sina avgasningseffekter vid pumpning av tvåfasblandningar (luft/gas och vätska) under en kort tid inom processteknik eller vid hantering av förorenade vätskor, till exempel vid dränering av vatten från konstruktionsgropar. Denna pumptyp fungerar även utan fotventil och utan evakueringsanordning på sugsidan. Pumpen måste fyllas med den vätska som ska pumpas innan den tas i drift. Tvåfasblandning pumpas tills sugledningen har evakuerats och vätskenivån har tryckts in i den främre sugintagskammaren av atmosfärstrycket. Under normal pumpdrift fungerar denna pump som en vanlig centrifugalpump.